# 哈西恩達 (加利福尼亞州索諾馬縣)
哈西恩達（英語：Hacienda）是位於美國加利福尼亞州索諾馬縣的一個非建制地區。該地的面積和人口皆未知。

## 地理
哈西恩達的座標為38°30′41″N 122°55′40″W / 38.51139°N 122.92778°W，而該地的平均海拔高度為55米（即180英尺）。